# Außer Kontrolle (Fernsehserie)
Außer Kontrolle war eine von 1999 bis 2000 in Deutschland im DSF ausgestrahlte Fernsehsendung und wurde von Florian Kraemer und Judith Zimmer moderiert.

## Konzept
Das Konzept der Serie war, Unfälle sämtlicher Motorsportarten, von Rundstreckenrennen mit Monoposti, Tourenwagen und Lastwagen über Rallyes, Beschleunigungsrennen bis hin zu Motorbootrennen, zu zeigen und diese zu kommentieren.
Außerdem gab es in fast jeder Sendung den Crash des Tages, den Florian Kraemer mit dem Ausspruch Bumm hats gemacht! verlieh – jedoch war dieser „Preis“ eine subjektive Entscheidung des Moderators. 
Des Weiteren ließen sich die Moderatoren immer über das Privatleben des jeweils anderen aus; so zog z. B. Judith Zimmer Florian Kraemer häufig wegen dessen (angeblich) rosafarbenen tiefergelegten Opel Corsa auf.

## Kritik
Die Sendung wurde für die Verharmlosung der Unfälle durch die Moderatoren kritisiert, auch wurde der Zuschauer über die Folgen von besonders heftigen Unfällen im Unklaren gelassen. Jedoch wurde trotz der Schadenfreude immer wieder von den Moderatoren beteuert, dass bei den Unfällen niemand zu Schaden gekommen sei.

## Absetzung
Außer Kontrolle wurde Mitte 2000 abgesetzt, nachdem sich das Kreisjugendamt des Landkreises Mainz-Bingen bei der Bayerischen Landeszentrale für neue Medien beschwert hatte, da dieses den Jugendmedienschutz gefährdet sah.
Eine erneute Ausstrahlung ist daher nicht möglich.